# Heterolocha hypoleuca
Heterolocha hypoleuca là một loài bướm đêm trong họ Geometridae.